# Виривиль
Виривиль (фр. Viriville) — коммуна во Франции, находится в регионе Рона — Альпы. Департамент коммуны — Изер. Входит в состав кантона Руабон. Округ коммуны — Гренобль.
Код INSEE коммуны — 38561. Население коммуны на 1999 год составляло 1207 человек. Населённый пункт находится на высоте от 306  до 606  метров над уровнем моря. Муниципалитет расположен на расстоянии около 450 км юго-восточнее Парижа, 60 км юго-восточнее Лиона, 45 км западнее Гренобля. Мэр коммуны — M. B.GILLET, мандат действует на протяжении 2001—2008 гг.
Динамика населения (INSEE):